# Otus socotranus
El autillo de Socotora (Otus socotranus) es una especie de ave strigiforme de la familia Strigidae endémica de la isla de Socotra, en el sureste de Yemen.

## Taxonomía
El autillo de Socotora fue previamente agrupado con el autillo africano (Otus senegalensis), pero la población de Socotora fue elevada al rango de especie, con base en diferencias en el plumaje y vocalizaciones. Investigaciones genéticas recientes sugieren que sus parientes más cercanos son el autillo oriental (O. sunia) y el autillo de Seychelles (O. insularis). Una teoría interesante a la que ha conducido esta investigación es que el autillo oriental es un taxón que evolucionó de la colonización del continente a partir de ancestros insulares, un evento que anteriormente se había considerado poco probable porque se pensaba que los taxones de islas eran menos competitivos que los taxones continentales relacionados.